# Energija u Hrvatskoj
Hrvatska, smještena na jugoistoku Europe, zauzima ključni geopolitički položaj na raskrižju Srednje Europe, Mediterana i Balkana. Njezin reljef karakterizira izrazita topografska raznolikost, obuhvaćajući planine, ravnice, te priobalna područja. Ukupna površina zemlje prostire se na otprilike 56 594 četvornih kilometara, pridonoseći jedinstvenoj geografskoj raznolikosti.
Klimatski uvjeti Republike Hrvatske variraju ovisno o geografskom položaju. Na obali prevladava mediteranska klima s toplim ljetima i blagim zimama, dok unutrašnjost doživljava kontinentalne uvjete s hladnijim zimama i toplijim ljetima. Ova klimatska raznolikost doprinosi bogatstvu biljnog i životinjskog svijeta unutar zemlje.
S brojnim prirodnim resursima, kulturnom baštinom i poviješću, Hrvatska predstavlja zanimljivu studiju za istraživanje. S trenutnih 3 871 833 stanovnika, društvena struktura i demografski pokazatelji pružaju dodatne aspekte za proučavanje i analizu u kontekstu ove europske nacije.
Hrvatska je pristupila EU 2013. i provodi reforme energetskog sektora u skladu s obvezama EU koje se odnose na energetsku učinkovitost, integraciju obnovljivih izvora energije i smanjenje emisija stakleničkih plinova  energetskom strategijom koja uključuje uspostavu tržišta električne energije i razdvajanje prijenosne i distribucijske sektore - sektori proizvodnje i opskrbe električnom energijom. Energetski intenzitet Hrvatske, potaknut poboljšanjima energetske učinkovitosti, opada, ali to se ne događa tako brzo kao u nekim od njezinih susjeda u EU. Hrvatska je pripremila niskougljičnu strategiju i ažurira svoju energetsku strategiju. Postojeće hidroelektrane u Hrvatskoj i nedavni dodaci elektrana na vjetar i sunce omogućili su zemlji da premaši cilj EU-a za obnovljive izvore energije od 20% u konačnoj potrošnji energije do 2020., međutim, energetski intenzitet zemlje je 55% viši od prosjeka EU-a. Dodavanje više vjetroelektrana i solarnih elektrana moglo bi pomoći u smanjenju energetskog intenziteta u Hrvatskoj zamjenom manje učinkovitih goriva kao što su ugljen, prirodni plin i biomasa.
Ukupna potrošnja energije u Hrvatskoj u 2021. iznosila je 413,0 PJ.Hrvatska je uvozila oko 52,9% ukupno potrošene energije godišnje: 80% svojih potreba za naftom, 67% svojih plina, 32,5% svojih potreba za električnom energijom i 100% svojih potreba za ugljenom. Obnovljivi izvori energije čine približno 28,5% hrvatskog energetskog miksa. U stvarnosti, Hrvatska ne treba uvoziti energiju jer ima mnogo prirodnih izvora koji bi se mogli koristiti umjesto nje. Zbog toga bi Hrvatska, zapravo, trebala izvoziti energiju, a ne ovisiti o drugim zemljama. Hrvatska ovisi o uvozu plina i nafte jer su joj postojeći izvori nisu dostatni za traženu potrošnju. Vlada i Europska unija često financiraju različite programe za poticanje korištenja obnovljive energije.
Unatoč ogromnom potencijalu i nedavnom širenju obnovljivih izvora energije, potrošnjom energije u Hrvatskoj još uvijek dominiraju fosilna goriva. Hrvatska je sve više izložena klimatskim promjenama i prirodnim katastrofama te je prilagodba klimi prioritet. Gotovo četvrtina gospodarstva temelji se na sektorima koji su potencijalno osjetljivi na klimatske promjene i ekstremne vremenske prilike, uključujući poljoprivredu i turizam. Nadalje, s visokim energetskim intenzitetom i niskom energetskom učinkovitošću, njezina je nacionalna klimatska strategija umjereno ambiciozna i samo djelomično integrirana s njezinom energetskom strategijom. Postizanje njegovih ciljeva ublažavanja zahtijevat će određivanje cijena ugljika u cijelom gospodarstvu ojačano sektorskim politikama i ciljanom potporom ranjivima. Porez na ugljik koji se progresivno povećava za sektore koji nisu obuhvaćeni postojećim EU sustavom trgovanja emisijama (ETS) mogao bi se postupno uvesti kroz trenutni režim trošarina kako međunarodne cijene energije padaju i prije ETS-a za zgrade i prijevoz na razini cijele EU, s fiskalnim prihodima recikliranim za kompenzaciju ugroženim kućanstvima. Sve te mjere bi trebale doprinijeti dekarbonizaciji i elektrifikaciji.
Nacionalni energetski i klimatski plan Hrvatske do 2030. cilja na 36,4% udjela obnovljive energije do 2030. i 45% smanjenje emisija. Plan se trenutno ažurira novim ciljevima.

## Proizvodnja primarne energije
Proizvodnja primarne energije tijekom razdoblja od 2016. do 2021. prikazana je u tablici 2.1.
Na slici 2.1. prikazan je razvoj proizvodnje primarne energije od 1988. Ukupna proizvodnja primarne energije u 2021. povećana je za 9,3% u odnosu na prethodnu godinu. Povećana je proizvodnja energije iz ostalih obnovljivih izvora (energija vjetra, energija Sunca, bioplin, tekuća biogoriva i geotermalna energija) za 16,6%, proizvodnja toplinske energije iz toplinskih crpki za 9,1%, energija iskorištenih vodnih snaga za 23,8% te ogrjevnog drva i ostale krute biomase za 10,7%. Proizvodnja ostalih primarnih energenata je smanjena. Smanjenje proizvodnje prirodnog plina iznosilo je 11,7%, dok je proizvodnja sirove nafte smanjena za 4,3%. Tijekom šestogodišnjeg razdoblja od 2016. do 2021. proizvodnja primarne energije u Hrvatskoj smanjivala se s prosječnom godišnjom stopom od 1,6%. Trend povećanja ostvaren je u proizvodnji energije iz obnovljivih izvora, ogrjevnog drva i ostale krute biomase te toplinske energije dok je proizvodnja ostalih primarnih oblika energije ostvarila trend smanjenja.
Udjeli pojedinih oblika energije u ukupnoj proizvodnji primarne energije za dvije karakteristične godine proteklog razdoblja prikazani su na slici 2.2. U razdoblju od 2016. do 2021. razvoj proizvodnje pojedinih primarnih oblika energije bio je takav da je smanjen udio sirove nafte, prirodnog plina i vodnih snaga, dok su udjeli ostalih primarnih oblika povećani.
Na slici 2.3. prikazana je ukupna proizvodnja primarne energije po stanovniku u Hrvatskoj te u četrdesetak europskih zemalja uključujući Europsku uniju (EU 27).

## Uvoz i izvoz energije
U tablici 3.1. prikazani su podaci o uvozu energije u razdoblju od 2016. do 2021.
Na slici 3.1. prikazan razvoj uvoza pojedinih oblika energije u proteklom razdoblju od 1988. do 2021. Ukupni uvoz energije u Hrvatsku u 2021. povećan je za 4,3% u odnosu na prethodnu godinu. Smanjen je uvoz sirove nafte i električne energije, a povećan je uvoz ugljena i koksa, derivata nafte, prirodnog plina te drva i biomase. Tijekom razdoblja od 2016. do 2021. ostvaren je trend porasta uvoza energije u Hrvatsku s prosječnom godišnjom stopom od 1,2%.
Udjeli pojedinih oblika energije u ukupnoj uvoznoj energiji u 2016. i 2021., prikazani su na slici 3.2. U razdoblju od 2016. do 2021. ostvarene su određene strukturne promjene. Udjeli naftnih derivata, prirodnog plina te drva i biomase su se povećali, dok su se udjeli električne energije, ugljena i koksa te sirove nafte smanjili.
Struktura oblika energije koji su se izvozili iz Hrvatske u razdoblju od 2016. do 2021. prikazana je u tablici 3.2.
Na slici 3.3. za razdoblje od 1988. do 2021. U 2021. ukupni izvoz energije iz Hrvatske povećan je za 1,5%. Smanjen je izvoz ugljena i koksa, sirove nafte i naftnih derivata, dok je izvoz biomase, prirodnog plina i električne energije povećan. Tijekom razdoblja od 2016. do 2021. ostvaren je trend smanjenja izvoza energije s prosječnom godišnjom stopom od 0,8%.
Na slici 3.4. prikazani su udjeli pojedinih oblika energije u ukupnom izvozu energije iz Hrvatske u 2016. i 2021. U promatranom razdoblju ostvarene su takve promjene u strukturi izvoza pojedinih oblika energije da je samo udio sirove nafte povećan, a udjeli ostalih oblika energije su smanjeni.

## Ukupna opskrba energije
Hrvatska uvozi oko 52.9% ukupne potrošene energije godišnje od čega je 80% potreba za naftom, 67% plina, 32.5% električne energije i 100% potreba za ugljenom. U stvarnosti, Hrvatska ne treba uvoziti energiju jer ima mnogo prirodnih izvora koji bi se mogli koristiti umjesto nje, poput sunca, vjetra, vode, plina i drugih. Hrvatska ovisi o uvozu plina i nafte jer postojeći izvori nisu dostatni. Zemlja također uvozi 100% ugljena koji koristi. Energija proizvedena iz obnovljivih izvora je u porastu u posljednjih nekoliko godina, a vjetroelektrane su sve raširenije. Proizvodnja svih vrsta obnovljivih izvora energije uključujući energiju vjetra, sunčevu energiju, bioplin, tekuća biogoriva i geotermalnu energiju porasla je za 20.4%, dok je uporaba svih ostalih neobnovljivih izbora energije smanjena u 2019.
Proizvodnja primarne energije tijekom razdoblja 2016. do 2021. prikazana je u tablici 2.1. Ukupna proizvodnja primarne energije do 2021., smanjena je za 1.6%, a povećala se proizvodnja energije iz ostalih obnovljivih izvora (energija vjetra, energija sunca, bioplin, tekuća biogoriva i geotermalna energija) za 16%, proizvodnja energije iz toplinskih crpki za 1.4%, energija iskorištenih vodnih snaga za 0.2%  te ogrjevnog drva i ostale krute biomase za 2.5%. Slika 2.1. prikazuje graf proizvodnje primarne energije od 1988. do 2021. gdje se primijeti značajan pad u proizvodnji. 
Ukupni uvoz energije u Hrvatsku u 2021. smanjen je za 2.5% u odnosu na 2019., ali je veći za 4.3% u odnosu na 2020. što vidimo u tablici 3.1. Slika 3.1. prikazuje maleni porast uvoza energije u Zemlju u razdoblju od 1988. do 2021.
Hrvatska nema značajnih rezervi fosilnih goriva. Primjerice, udio rezervi nafte u Hrvatskoj u odnosu na svjetske rezerve je 0.004%, a prirodnog plina 0.0124%. U tonama ekvivalentne nafte, prema podacima iz 2022., konvencionalne dokazne rezerve prema vrstama goriva bile su 30.1% za naftu i 69.9% za plin. Matrica obnovljivih izvora u Hrvatskoj ne pokazuje iznimne ili ekstremne vrijednosti. Zemlja ima nekoliko velikih rijeka uključujući Dunav, Savu i Dravu, koje velikim dijelom teku duž granica zemlje, što otežava njihovo korištenje za hidroenergiju. Postoji određeni potencijal za razvoj bioenergije, posebice za proizvodnju peleta, bioplina, rasplinjavanje biomase. Međutim, ukupna površina poljoprivrednog zemljišta i šuma je relativno mala, što znači da je nemoguće svugdje osigurati dovoljne količine sirovine.

## Proizvodnja električne energije
Hrvatska električnu energiju za svoje potrebe dobavlja kombinacijom raspoloživih izvora i djelomično uvozom. Ne računajući Nuklearnu elektranu Krško (2 709,3 GWh), 2021. uvezli smo 20% električne energije te izvezli 14%. Iz tablice 5.1. vidi se količina proizvedene električne energije iz svakog pojedinog izvora.
Također jasno se vidi da Hrvatska slijedi energetski plan smanjivanja stakleničkih plinova. Krajem 2021. kapaciteti za proizvodnju električne energije obuhvaćali su 17 pogona velikih hidroelektrana, sedam pogona termoelektrana, polovinu instaliranih kapaciteta u nuklearnoj elektrani Krško (na teritoriju Slovenije) i veći broj lokacija koje koriste druge obnovljive izvore energije (uglavnom vjetar i sunce).
Termoelektrane kao gorivo koriste prirodni plin, bioplin, ugljen i tekuća goriva te su zaslužne s 30% proizvedene električne energije 2021. Plomin 2 je jedina preostala termoelektrane na ugljen u Hrvatskoj i gotovo sigurno će se zatvoriti prije 2040. Ta energija mogla bi se nadomjestit iz čistih geotermalnih izvora. Prva geotermalna elektrana u Hrvatskoj otvorena je 2019., proizvedenom električnom energijom opskrbljuje cijeli Bjelovar.

Hidroelektrane ostvaruj najveći udio raspoložive električne energije (oko 30%) dok fotonaponske elektrane tek <0.5%. Iako ima potencijala Hrvatska je na samom začelju Europe po korištenju energije sunca. Potrebno je čim prije iskoristiti potencijal kojim Hrvatska obiluje u svim oblicima obnovljive energije i potaknuti njen brži razvoj. Ohrabruje što je u razdoblju od protekle četiri godine u strukturi raspoložive energije u Hrvatskoj vidljiv rast udjela obnovljivih izvora energije, ponajviše vjetroelektrana i postrojenja na biomasu.
Većinski vlasnik velikih proizvodnih kapaciteta je HEP grupa (tvrtka u vlasništvu Republike Hrvatske). Privatni proizvođači posjeduju uglavnom elektrane na obnovljive izvore energije. Proizvodnjom iz obnovljivih izvora energije (u iznosu od 10.113 GWh) pokriveno 54,7% ukupne potrošnje električne energije za 2021.

## Finalna potrošnja
Finalna potrošnja energije obuhvaća korištenje energije za završnu upotrebu u različitim sektorima od kućanstava, industrije do transporta. To uključuje direktnu upotrebu energije (poput električne energije za osvjetljenje ili energije za grijanje u domaćinstvima) i indirektnu upotrebu (kao što je gorivo za vozila).

### 6.1 Neposredna potrošnja
Tablica 6.1.1. prikazuje razvoj potrošnje različitih oblika energije od 2016. do 2021. U 2021. vidimo povećanje od 7,9% u odnosu na prethodnu 2020. U razdoblju od 2016. do 2021. ostvaren je rastući trend  u neposrednoj potrošnji od 1 prosječne godišnje stope.
Slika 6.1.1. pokazuje da su najveći udio oblika energije u neposrednoj potrošnji za 2021. godinu iznosila tekuća goriva s udjelom od 37,6% što je za 2,8% manje od njihovog udjela u 2016. Najmanji udio imaju obnovljivi izvori s ne promijenih 0,3% od 2016.
Ukupna neposredna potrošnja energije u Hrvatskoj, bez neenergetske potrošnje, za 2021. bila je za  9,4% manja od europskog prosjeka i iznosila je 1 795 kg ekvivalentne nafte po stanovniku Neposredna potrošnja električne energije po stanovniku u Hrvatskoj iznosila je 4 250 kWh te je za 20,4% bila manja od Europskog prosjeka za istu godinu kao što je prikazano na slici 6.1.2.

### 6.2. Potrošnja  energije u industriji
Tablica 6.2.1. prikazuje strukturu potrošnje oblika energije u razdoblju od 2016. do 2021., te iz nje vidimo rast od 1% u odnosu na prethodnu godinu i  rastući trend potrošnje energije u industriji od 2,3% prosječne godišnje stope.
Slika 6.2.1. pokazuje zastupljenost pojedinog oblika energije u opskrbi energije od 2016. do 2021. Iz nje vidimo da najveći udio električne energije s 30,5%, te povećanje udjela drva i biomase, plinovitih goriva, a udjeli ugljena i koksa, tekućih goriva te pare i vrele vode su smanjeni.
Tablica 6.2.2. prikazuje potrošnju energije u pojedinim industrijskim granama. U odnosu na 2016. vidimo veći pad od 21,3% u kemijskoj industriji i pad od 6,6% u prehrambenoj industriji, no sveukupni rast od 1% zbog rasta u svim ostalim potrošnja energije povećana, najviše u industriji željeza i čelika gdje je rast od 39,3% u usporedbi s 2016.

### 6.3. Potrošnja  energije u prometu
Tablica 6.3.1. pokazuje razvoj strukture oblika energije utrošenih u prometu u razdoblju od 2016. do 2021. Vidimo povećanje potrošnje u prometu za 11,1% u odnosu na potrošnju 2020. Od 2016. do 2021. najviše se povećala potrošnja tekućih biogoriva s 143,4%, te je ukupna prosječna godišnja stopa potrošnje energije u prometu narasla za 0,7%.
Najveći postotak potrošnje energije u prometu u 2021. iznosi dizelsko gorivo s 66,5% i motorni benzin s 20,5%, dok potrošnja električne energije iznosi samo 0,01%.
Slika 6.3.2. prikazuje udjele vrste prometa u neposrednoj potrošnji energije za 2021. Najveći postotak od 90,1 ima željeznički promet, nakon kojeg slijedi zračni promet s 4,8%.

### 6.4. Potrošnja energije u općoj potrošnji
Opća potrošnja energije obuhvaća potrošnju energije u kućanstvima, uslužnom sektoru, poljoprivredi i građevinarstvu.
Tablica 6.4.1. prikazuje neposrednu potrošnju energije u općoj potrošnji. Vidimo porast u potrošni električne energije, toplinske energije i biomase u usporedbi s prijašnjom 2021. te smanjenje u potrošnji ugljena za 7,2% i obnovljivih izvora za 6,6%. Ukupna potrošnja energije u općoj potrošnji 2021. povećana je za 8,1% u odnosu na 2021. Od 2016. do 2021. potrošnja energije u općoj potrošnji vidimo povećanje s prosječnom godišnjom stopom od 0,8%. Potrošnja oblika energije u sektoru opće potrošnje  prikazana je na slici 6.4.1. i vidimo da je najveći udio potrošnje u 2021. imaju ogrjevno drvo i biomasa s  30,6%, te električna energija s 29,2%, dok najmanji obnovljivi izvori energije s 0,05%.
Potrošnja energije u pojedinim sektorima u razdoblju od 2016. do 2021. prikazana je u tablici 6.4.2. Ukupna opća potrošnja za 2021. narasla je za 8,1%, pri čemu je potrošnja energije u svim sektorima povećana. Najveći porast imaju uslužni sektor i građevinarstvo s 12,4%. U razdoblju od 2016. do 2021. ostvaren je trend povećanja potrošnje energije s prosječnom godišnjom stopom od 0,8%.
Najveći udio u potrošnje 2021. imaju kućanstva s 66,6% nakon kojih slijedi uslužni sektor s 22,9% kao što je prikazano slikom 6.4.2.